# Elberfeld–Dortmund-vasútvonal
Az Elberfeld–Dortmund-vasútvonal a németországi Észak-Rajna-Vesztfália tartomány egyik fő vasútvonala. A Wuppertal és Köln közötti távolsági és regionális vasúti szolgáltatások fő tengelyének része, és Intercity Express, InterCity, Regional Express, Regionalbahn és S-Bahn járatok közlekednek rajta.
Ez a normál nyomtávolságú, kétvágányú, 56 km hosszúságú vasútvonal volt a Bergisch-Märkischen Eisenbahn-Gesellschaft fővonala. 1849-ben nyitották meg, azóta többször átépítették, és mára teljesen hosszában villamosított 15 kV 16, Hz váltakozó árammal.

## Története
Mivel a Köln-Mindener Eisenbahn-Gesellschaft úgy döntött, hogy a Wupper völgye helyett Duisburgon keresztül építi meg vasútvonalát, a Bergisch-Märkische Eisenbahn-Gesellschaft elhatározta, hogy saját vonalát a Wupper völgyén keresztül építi meg, hogy kapcsolatot teremtsen a Bergisches Land magasan iparosodott területe és kelet között, különösen a Dortmund melletti Märkische szénmezőkkel. 1844. július 12-én koncessziót szerzett a porosz kormánytól a Wupper-völgy és a Bergisch Land magasan iparosodott területének vasúti összeköttetésére. A vonalat 1847. október 9-én nyitották meg a wuppertali Döppersbergtől Schwelmig. Hagenig és Dortmundig 1848. december 20-án hosszabbították meg.
1849. március 9-én a Düsseldorf-Elberfeld Vasúttársaság és a BME elkészítette az Elberfeld–Dortmund vonalat a Düsseldorf–Elberfeld vonallal összekötő vonalat, amely Düsseldorfnál kötötte össze Wuppertal–Steinbecket a Rajnával, és 1841-ben fejeződött be. Ez a vonal az új Elberfeld állomáson (ma Wuppertal Hauptbahnhof néven) haladt át, a közeli Döppersberg állomást pedig lezárták.

## Szolgáltatások
A vonalon óránként közlekedik az Intercity Express 10-es vonala is, amely Kölnt és Berlint köti össze Hamm és Hannover érintésével, Wuppertalban és Hagenben megállva. További InterCity járatok is közlekednek Köln és Hamm között az IC 31-es és 55-ös vonalán kétóránként.
A vonal Hagen és Wuppertal közötti szakaszán óránként közlekedik a Regional-Express RE 4 (Wupper-Express) járat Dortmund és Aachen között Düsseldorfon keresztül, a főbb állomásokon megállva. A vonalat óránként közlekedik az RE 7 (Rhein-Münsterland-Express) vonal Krefeld és Münster között Köln és Hamm között, valamint az RE 13 (Maas-Wupper-Express) járat Venlo (Hollandia) és Hamm között Mönchengladbachon keresztül. A vonalon különféle Regionalbahn járatok is közlekednek.